# 아메리칸 리그 중부
아메리칸 리그 중부(American League Central)는 미국의 프로 야구 리그인 메이저 리그 베이스볼의 아메리칸 리그 소속 지구이다. 이 지구는 1994년 창설되었으며 이 지구의 팀들은 미국의 중서부지역을 연고로 하고 있다. 현재 모든 지구 중 소속 팀이 최소한 한 번 이상 월드 시리즈 우승을 한 경험이 있는 유일한 지구이다. 2024년 지구 우승팀은 클리블랜드 가디언스이다.

## 현재 소속팀
- 클리블랜드 가디언즈 - 설치시 참가, 이전 AL 동부
- 미네소타 트윈스 - 설치시 참가, 이전 AL 서부
- 디트로이트 타이거스 - 1998년 참가, 이전 AL 동부
- 시카고 화이트삭스 - 설치시 참가, 이전 AL 서부
- 캔자스시티 로열스 - 설치시 참가, 이전 AL 서부

## 이전 소속팀
- 밀워키 브루어스 - 1994년 AL 동부에서 이동, 1998년 NL 중부로 이동

## 같이 보기
- 아메리칸 리그 동부
- 아메리칸 리그 서부
- 내셔널 리그 동부
- 내셔널 리그 중부
- 내셔널 리그 서부